# Крупенський Василь Миколайович

Герб Крупенських

Крупе́нський Васи́ль Микола́йович (1868 — 1945) — дипломат Російської імперії, статський радник, 1-й секретар російської місії в Пекіні (1899-1902), радник посольства в Сполучених Штатах Америки (1907-1910), тимчасовий повірений у справах Росії в США (1908), радник посольства в Австро-Угорщині (1912), повноважний посол у Японії (1916).

## Нагороди
- Імператорський орден Святого Рівноапостольного князя Володимира 3-го ст.
- орден Св. Станіслава 1-го ст.